# Gården Stenbrottet

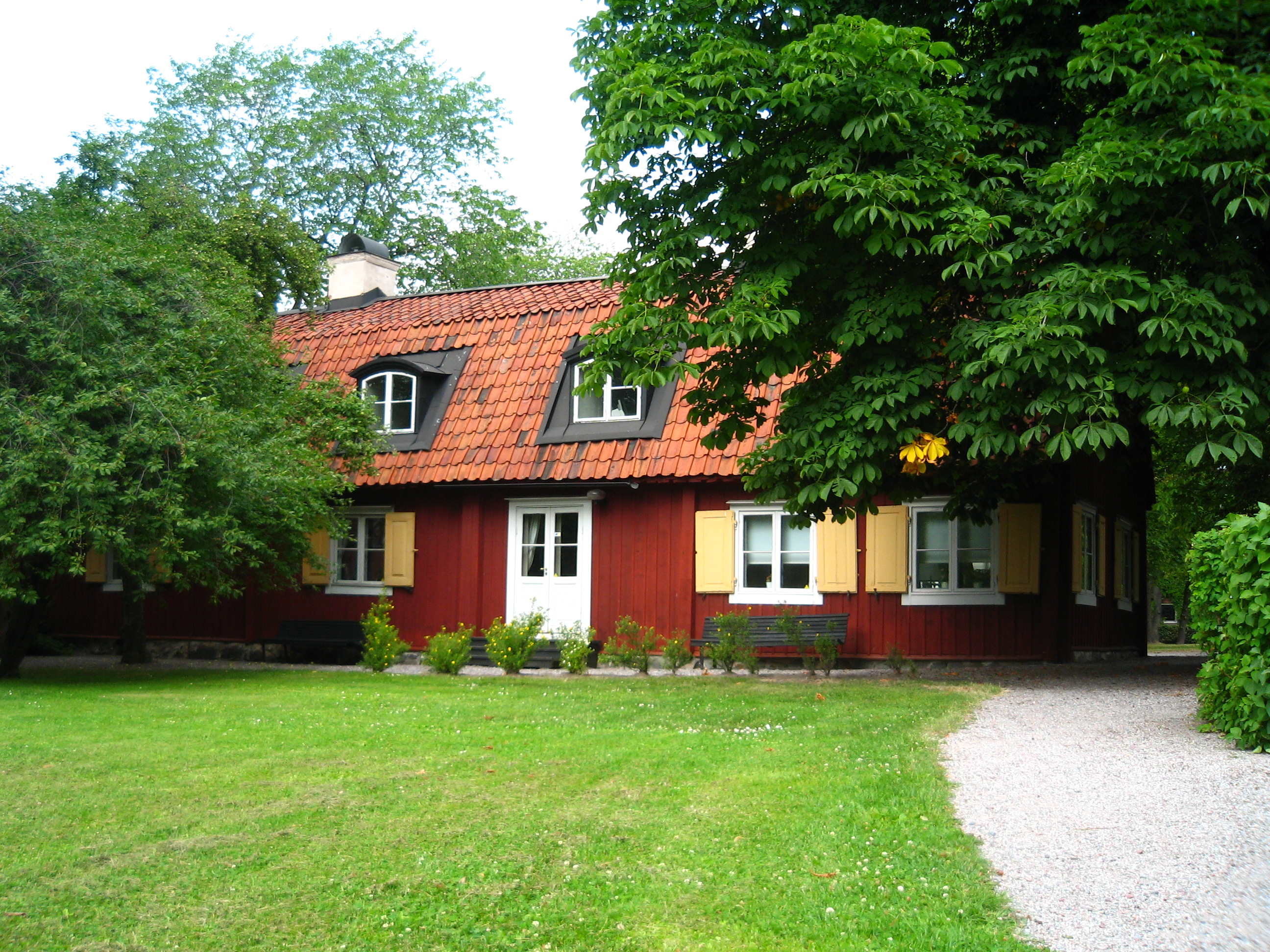
Gården Stenbrottet i juli 2006.

Gården Stenbrottet (även kallad Gammelgården eller Lägenheten Stenbrottet) består av två äldre byggnader på Karolinska institutets område i Solna kommun. År 1947 förklarades de två byggnaderna (mangården och tiondeladan) och den omgivande trädgården som byggnadsminnen.

## Historik

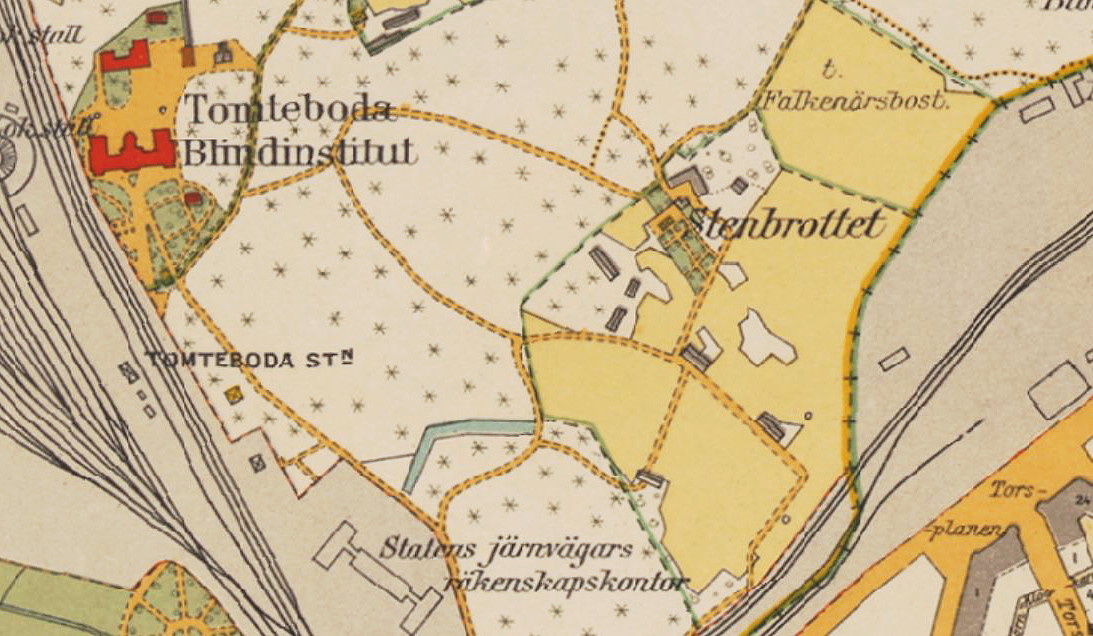
Stenbrottet med omgivning 1934.

Gården Stenbrottet i Solna socken vid gränsen till Stockholm var ursprungligen en lägenhet (byggnader på ofri mark) på Kronans egendomar tillhörande Karlbergs slott. Namnet fick gården efter stenbrott för slottsbygget i Solnaskogen strax intill. Det ursprungliga torpet byggdes ut år 1771 av handelsmannen och bagaren Joachim Sasse, känd för att ha bedrivit lönnbränneri i gårdens källare. Han började även odla tobak. 
Sasses arrende övertogs under 1822 av gelbgjutaråldermannen A.L. Herndahl, som förutom andra aktiviteter fortsatte tobaksodlingen. Vid hans död 1833 ärvdes arrendet av hans änka Eva Maria Linck. Hon satte 1837 in sin svåger Fredrik Ambrosiani som förvaltare av gården. Han efterträddes omkring 1870 av sin son Bruno Ambrosiani, som ett årtionde senare köpte byggnaderna av sina kusiner och också kunde överta markarrendet. Bruno Ambrosiani var en ledande tobaksodlare i Stockholmsområdet. Tobaken gick främst till snusproduktion i Stockholm. 
År 1923 övergick arrendet till Bruno Ambrosianis rättare E.A. Lindman, som också köpte och delvis renoverade byggnaderna. De såldes till sjukvårdsmyndigheterna, sedan staten beslutat flytta Karolinska Institutet från Kungsholmen till Stenbrottet, som låg intill det nybyggda Karolinska sjukhuset. Själva gården, liksom även Tiondeladan, ursprungligen från Spånga kyrkogård, förklarades i samband härmed som byggnadsminne. Mellan år 1934 och 1945 drev fru Ruth Engelbert ”Café Gammelgården” i mangårdsbyggnaden. 
Tobaksladorna revs 1949–1960, samtidigt som Karolinska Institutets bibliotek växte fram norr om Stenbrottet och Solnavägen drogs fram genom Stenbrottets stallbacke. Biblioteket är nu ersatt av Aula Medica och andra hus som används av Karolinska Institutet, och i Stenbrottets mangårdsbyggnad, som numera (2024) kallas ”Gammelgården”, återfinns mötesrum och kontorslokaler.
Det har påståtts att Fredrik Ambrosianis far Giovanni Battista Ambrosiani, balettmästare på Operan och dansmästare på Karlberg intill sin död 1832, bodde på Stenbrottet, och Stenbrottet har därför felaktigt kallats ”dansmästarbostället”. Dansmästaren hade emellertid sin bostad i anslutning till själva slottet, och den förste av familjen Ambrosiani som återfinns i husförhörslängderna från 1837 och framåt är Fredrik Ambrosiani.

## Bilder

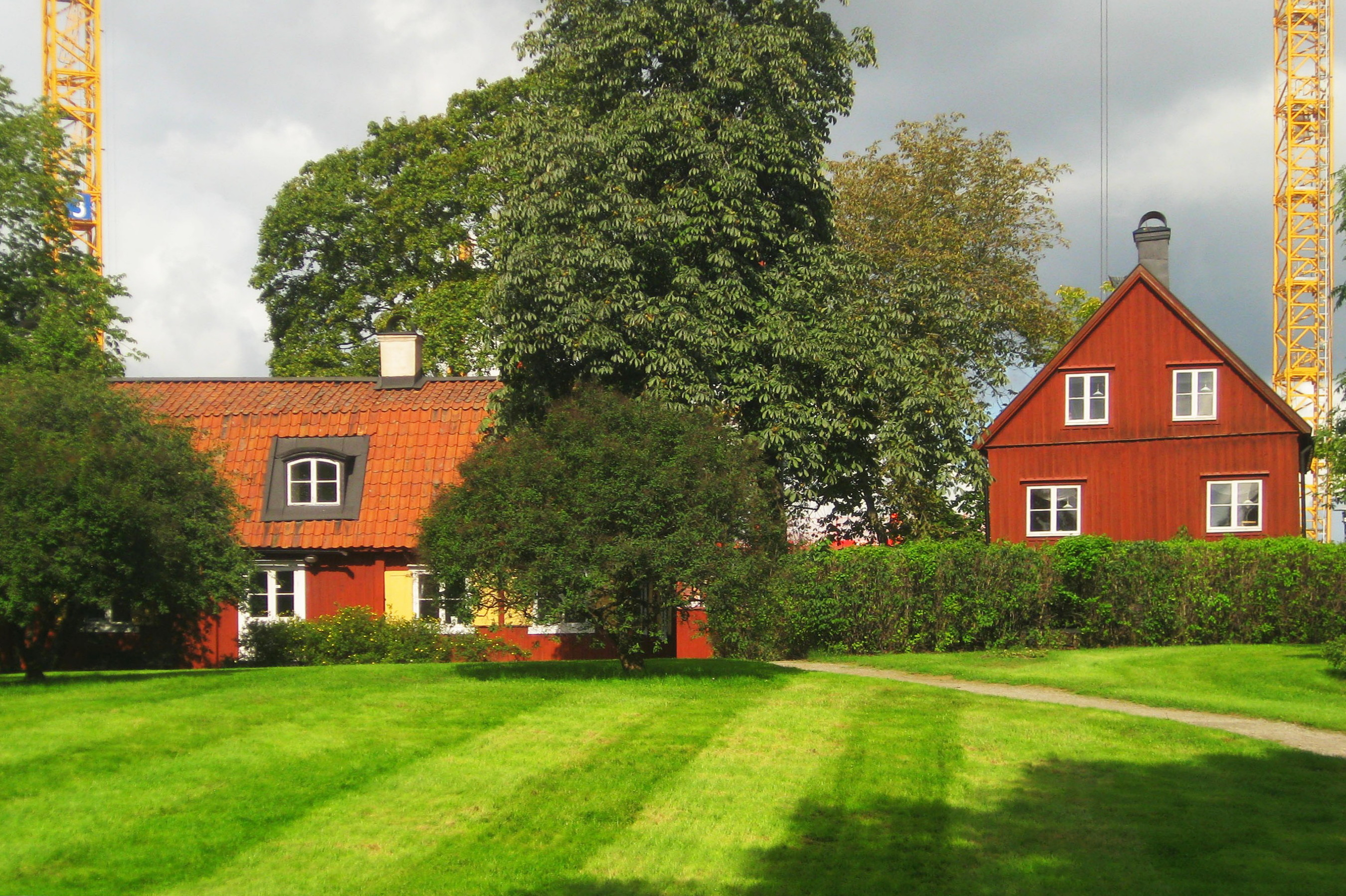
Huvudbyggnaden och tiondeladan (t.h.) 2011, innan Aula Medica uppfördes.
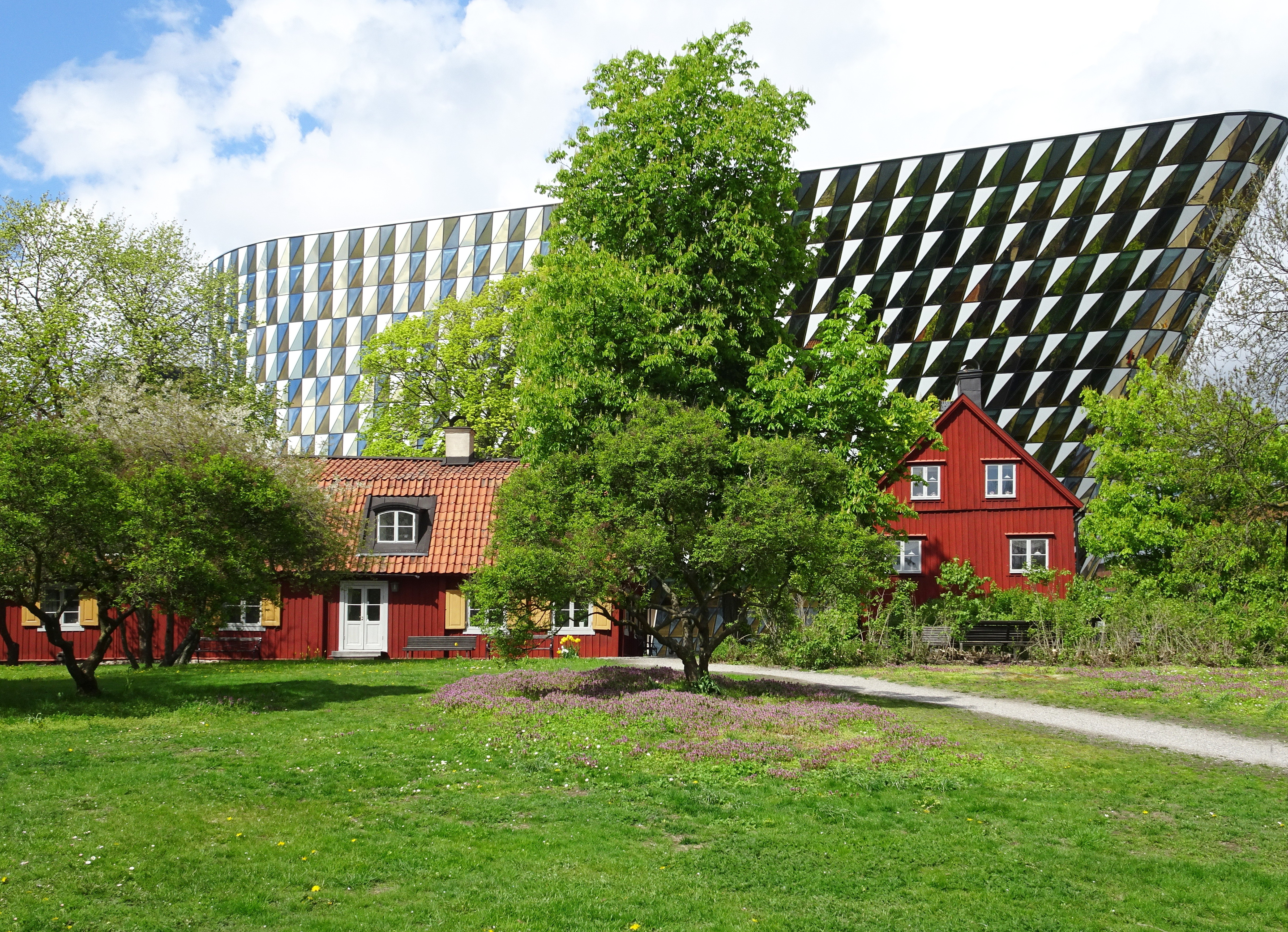
Huvudbyggnaden och tiondeladan, 2019 nya Aula Medica i fonden.
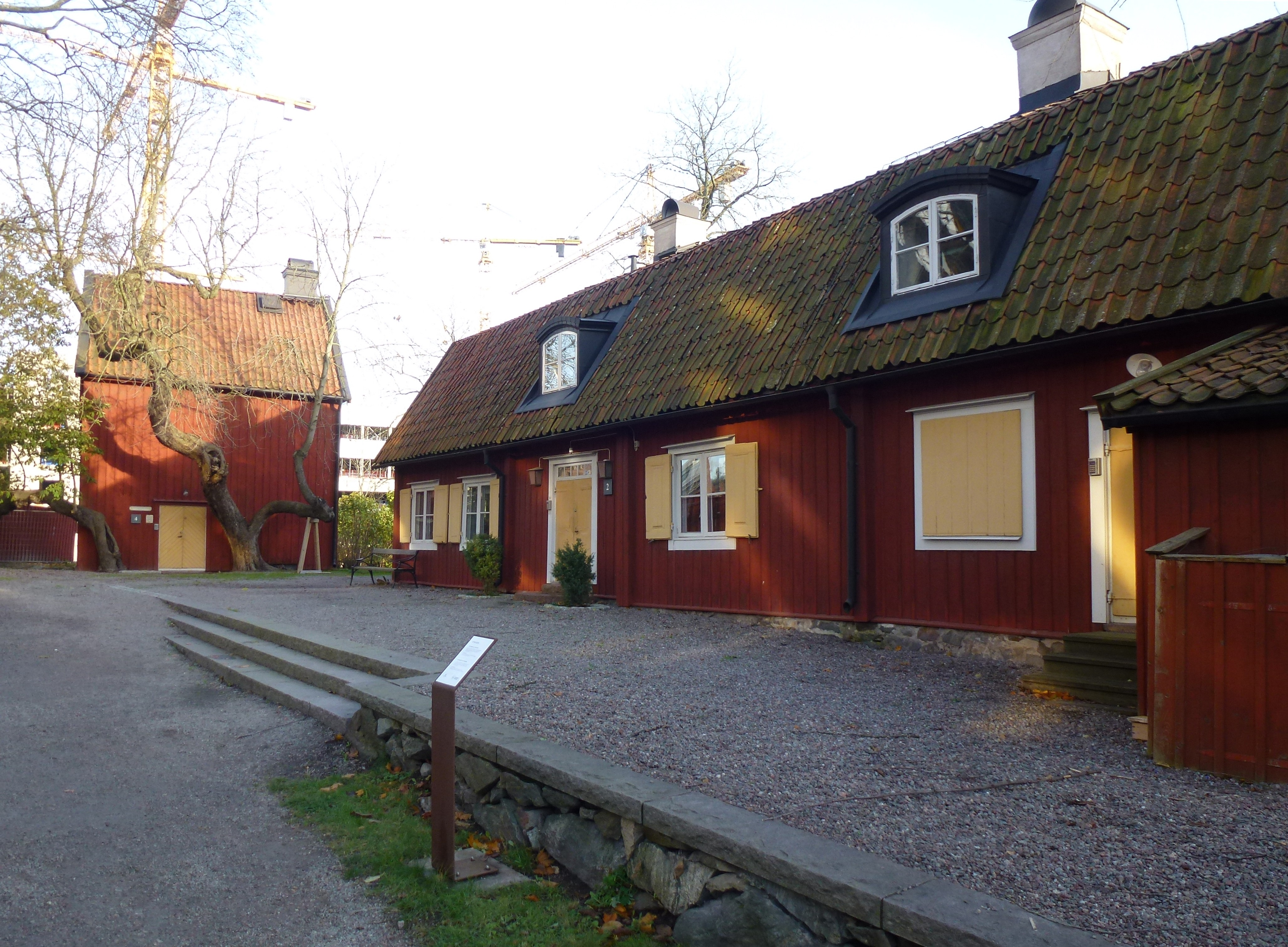
Huvudbyggnaden och tiondeladan (t.v.).
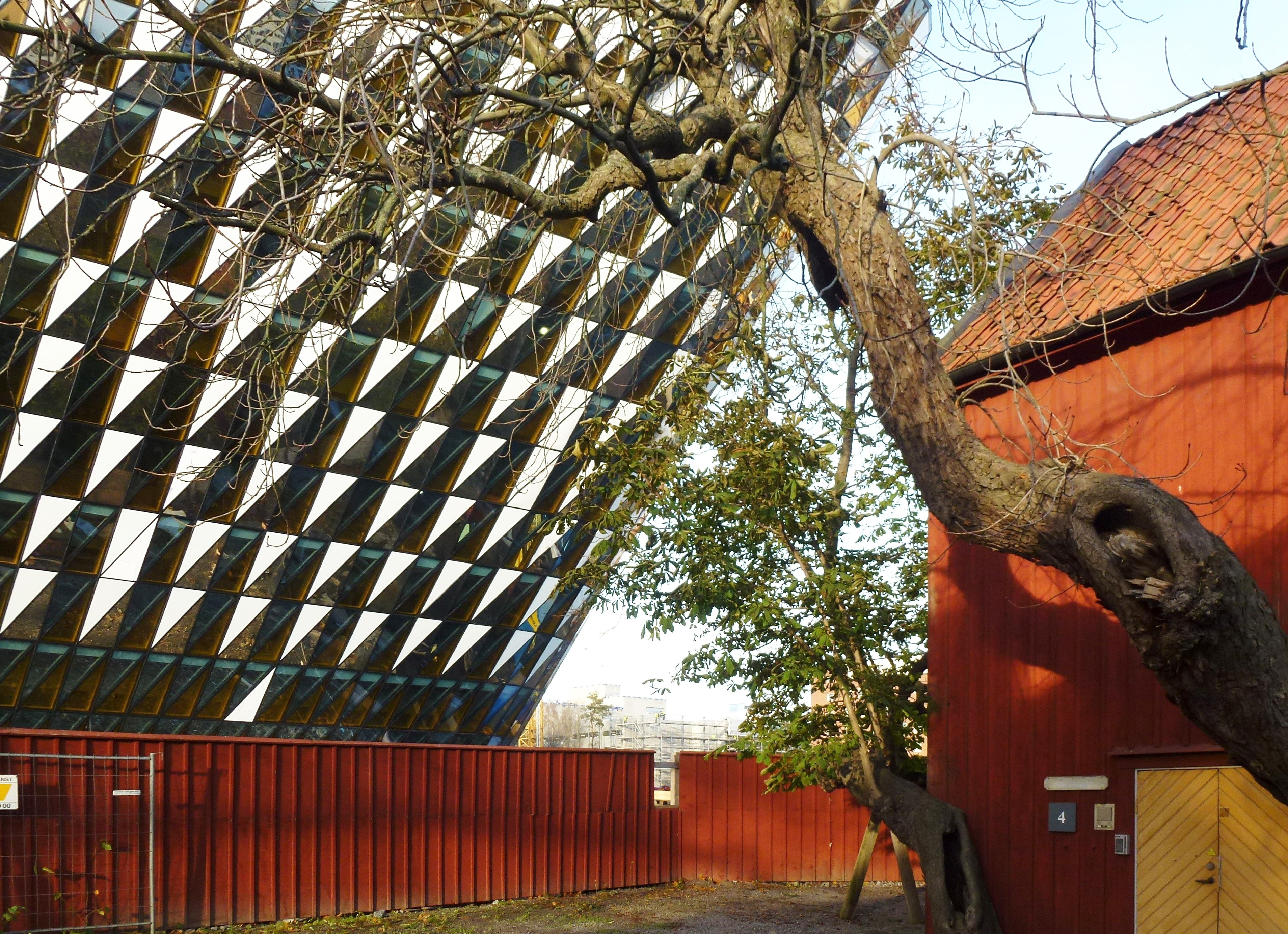
Aula Medicas fasad över gårdens tiondelada.